# Víktor Txíjikov
Víktor Aleksàndrovitx Txíjikov (rus: Виктор Александрович Чижиков) (Moscou, 26 de setembre de 1935 - Moscou, 20 de juliol de 2020) va ser un il·lustrador rus, especialitzat en literatura infantil i creador de la mascota olímpica Mixa, en ocasió dels Jocs Olímpics d'Estiu de 1980 disputats a Moscou.

## Trajectòria
Nascut el 26 de setembre de 1935 a Moscou, va començar a dibuixar de petit i va publicar els seus primers treballs a revistes durant els seus anys com a escolar. Després de cursar educació primària, va estudiar a l'Institut Poligràfic de Moscou i a la Universitat Estatal d'Impressió de Moscou. Va completar la seva formació l'any 1958 i des de mitjans d'aquella dècada va dirigir diverses revistes russes. A la dècada de 1960 va començar a il·lustrar llibres infantils. Els autors amb els quals va treballar van ser Agnia Barto, Serguei Mikhalkov, Boris Zakhoder, Samuil Marshak, Nikolai Nóssov i Eduard Uspenski. El 1968 es va convertir en membre de l'Associació d'Artistes Russos. A banda d'il·lustracions també va crear diversos llibres de contes de fades per a nens. Algunes de les seves obres estan exposades al Museu de Belles Arts Puixkin de Moscou. Va morir el 20 de juliol de 2020 a Moscou, a l'edat de 84 anys.

### Mixa

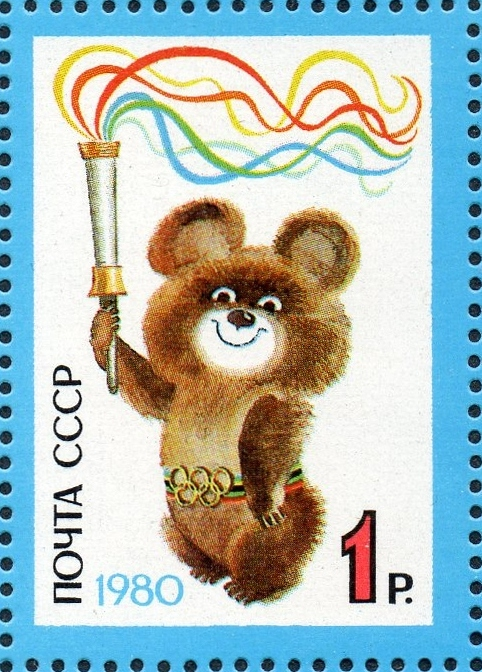
L'os Mixa en un segell soviètic

L'any 1977, el Comitè Organitzador dels Jocs Olímpics d'Estiu de 1980 a Moscou va celebrar un concurs per a dissenyar una mascota en forma d'os rus per a l'esdeveniment. Txíjikov va dissenyar més de 100 ossos en un mes i els va presentar a competició. En total, es van fer més de 40.000 suggeriments de mascotes. L'agost de 1977 es van presentar els 64 favorits en una exposició de Moscou. El llavors president del Comitè Olímpic Internacional, Michael Morris Killanin, va escollir un dels dissenys de Txíjikov com a mascota oficial dels Jocs Olímpics. La figura de Mixa es va fer coneguda internacionalment durant i després dels jocs i es va utilitzar amb finalitats publicitàries. Segons les seves pròpies dades, l'autor va rebre al voltant de 2.000 rubles per la seva feina (quan l'ingrés mitjà mensual en aquella època era d'uns 120 rubles).

## Llibres seleccionats
- Юбилейный альбом «Виктор Чижиков. Мои истории о художниках кkemm и о себе». Издательский Дом Мещерякова (2015)
- 333 Kота (2005)
- Доктор Айболит (2003)
- Петя и Потап (2002)
- Аля, Кляксич и буква `А` (2002)
- Площадь картонных часов (2001)
- Винни-Пух и все-все-все (2001)
- Было у бабушки сорок внучат (2001)
- Приключения Чиполлино. Сказка (2001)
- Забытый день рождения (2001)
- Вниз по волшебной реке (1979)
- Приключения волшебного лебедя (1978)